# NIC-4B
La NIC-4B o NIC-4B Este/Oeste es una autopista nacional catalogada como troncal principal ubicada en Nicaragua. La carretera inicia en el Norte en la Rotonda Las Flores en Nindirí en Masaya hasta finalizar en el Sur en la Rotonda Buena Vista en Masaya. La carretera es uno de los dos segmentos, uno en la NIC-4A en Managua, y NIC-4B en Masaya.